# Фламинги
Фламингите (Phoenicopterus) са род едри птици, от семейство Фламингови (Phoenicopteridae). Фламингите са сред няколкото вида птици, които хранят малките си отначало с птиче мляко.

## Разпространение
Разпространени са в Южна и Централна Америка, Африка, Средиземноморието и части от Южна и Централна Азия, както и на отделни места в Южна Европа. Образуват големи колонии в непосредствена близост до сладководни водоеми.

## Хранене
Хранят се с цианобактерии и дребни ракообразни, които извличат от водата, филтрирайки я.